# 尾道市立向東中学校
尾道市立向東中学校（おのみちしりつ むかいひがしちゅうがっこう）は、広島県尾道市にある公立中学校。
西隣に尾道市立向東小学校が隣接している。

## 沿革
- 1947年（昭和22年） - 向島東村立向島東中学校として開校。向島東村立向島東小学校の校地内に併設される。
- 1952年（昭和27年） - 校訓「勤・倹・譲」を制定。
- 1954年（昭和29年） - 御調郡向島東村が町制施行したのに伴い、向東町立向東中学校と改称。
- 1970年（昭和45年） - 御調郡向東町が尾道市へ編入されたのに伴い、尾道市立向東中学校と改称。

## 通学区域
尾道市立向東小学校の校区（尾道市向東町）

## 周辺
- 尾道市立向東小学校
- 尾道市向東支所
- 向島東郵便局
- 広島県道377号向島循環線

## アクセス
- おのみちバス 向東支所前にて下車